# Oudmourtie
L'Oudmourtie (en russe et en oudmourte : Удмуртия), en forme longue la république d’Oudmourtie ou la République oudmourte (en russe : Удму́ртская респу́блика, Oudmourtskaïa respoublika ; en oudmourte : Удмурт Элькун) est un sujet de la fédération de Russie. Sa capitale est Ijevsk et elle est limitrophe de l’oblast de Kirov, du kraï de Perm, de la Bachkirie et du Tatarstan.

## Géographie
La république couvre un espace de 42 061 km2 et est située dans la partie orientale de la plaine d'Europe orientale entre les rivières Kama et la Viatka.
La république est située à l'ouest des monts de l'Oural et borde l'oblast de Kirov, le kraï de Perm, le Bachkortostan et le Tatarstan.
| Type    | Entité politique ou géographique | Orientation |
| ------- | -------------------------------- | ----------- |
| Interne | Oblast de Kirov                  | SO/O/NO/N   |
| Interne | Kraï de Perm                     | NE/E        |
| Interne | Bachkirie                        | SE          |
| Interne | Tatarstan                        | S/SO        |
| Eau     | Réservoir de Votkinsk            | E           |

### Ressources aquatiques

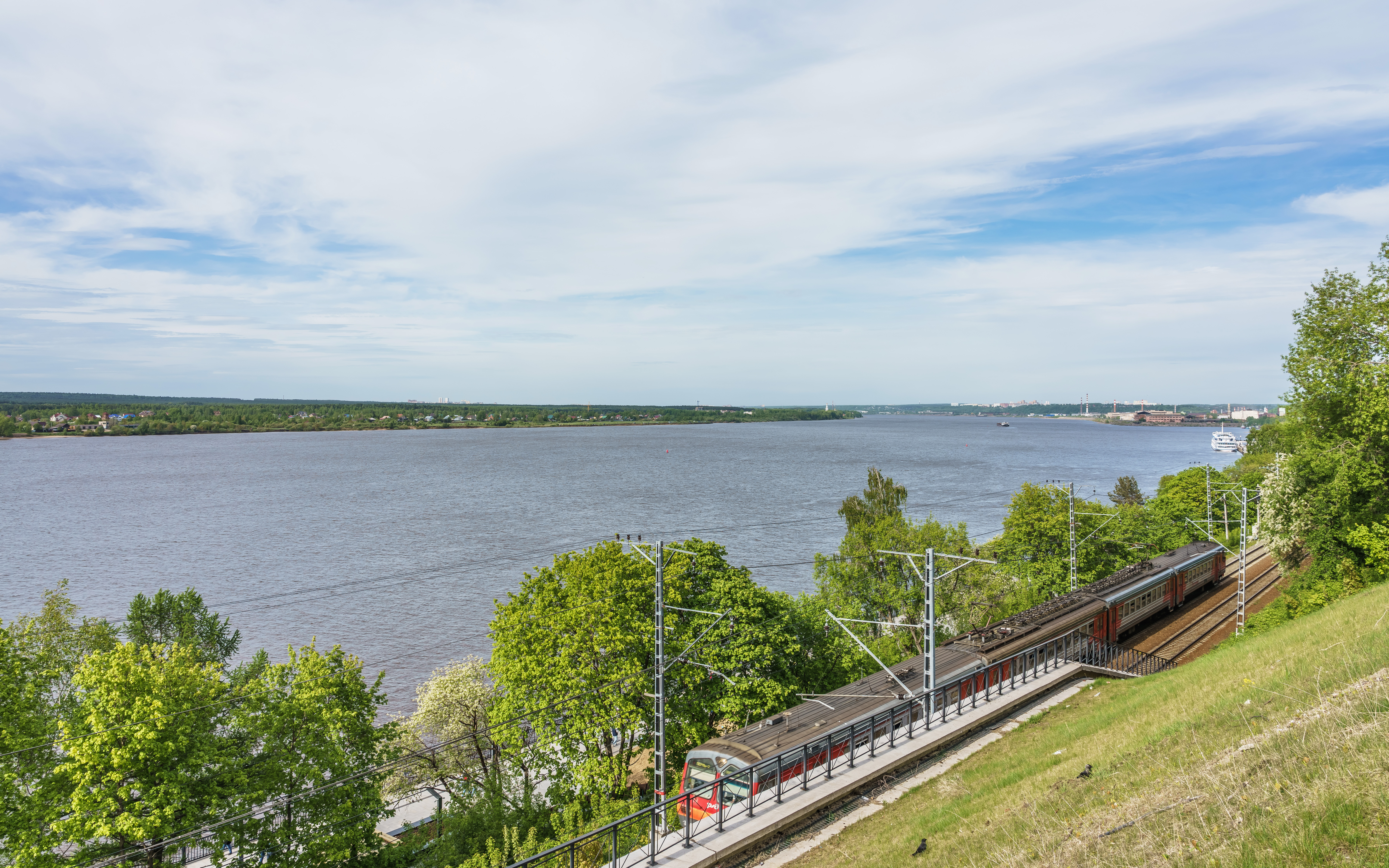
La rivière Kama à Perm.

Les rivières les plus importantes sont :
| Rivière  | Longueur (km) | Bassin (km2) | Embouchure       |
| -------- | ------------- | ------------ | ---------------- |
| Kama     | 1 805         | 507 000      | Volga            |
| Viatka   | 1 314         | 129 000      | Kama (navigable) |
| Tcheptsa | 501           | 20 400       | Viatka           |
| Kilmez   | 270           | 17 240       | Viatka           |
| Ij       | 259           | 8 510        | Kama             |
| Siva     | 206           | 4 870        | Kama             |
| Vala     | 196           | 7 360        | Kilmez           |

### Climat
L'Oudmourtie possède un climat continental modéré, avec des étés chauds et des hivers froids accompagnés de beaucoup de neige.
- Température moyenne en janvier : -14,5 °C
- Température moyenne en juillet : +18,3 °C
- Précipitations annuelles moyennes : 400–600 mm

### Faune
Les animaux typiques des forêts sont le renard, le blaireau, le loup, l'écureuil, le lièvre, la martre, l'hermine, la gélinotte des bois et le tétras lyre.

### Flore
L'Oudmourtie est couverte de forêt à 46 % dont la moitié environ est une forêt de conifères et la moitié de la forêt mixte.
Les essences les plus communes sont l'épinette, le pin, le bouleau, le tremble et le tilleul.
Le reste est formé de tourbières et dans une moindre mesure de steppes.

## Subdivisions administratives

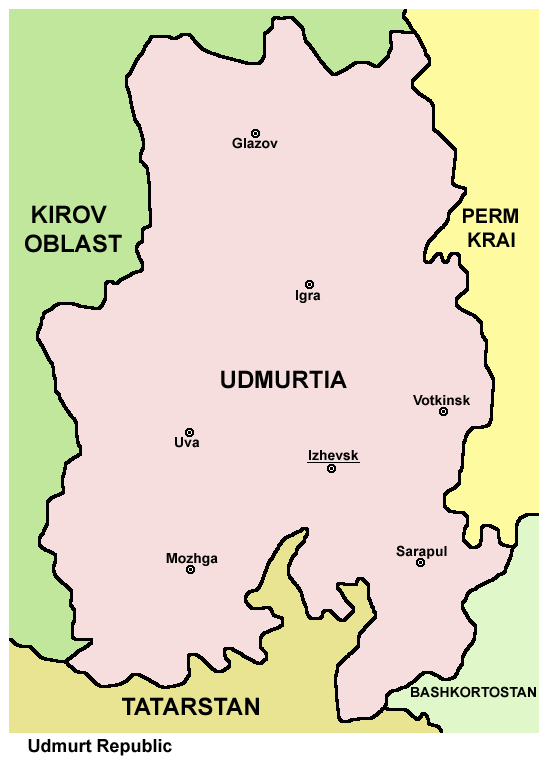

La république d'Oudmourtie est divisée en 25 raïons ruraux et 5 villes.

## Histoire

### Origines
L'Oudmourtie est habitée à l'âge de pierre (8000 – 5000 av. J.-C.).
Les Oudmourtes sont proches parents des Komis.
Ces deux peuples forment le groupe des langues permiennes. Les membres de ce groupe permien habitaient à l'endroit de l'Oudmourtie actuelle ainsi qu'à l'ouest et au sud de celle-ci. Le groupe permien original commence à se séparer à l'âge du fer (700 – 200 av. J.-C.). Les ancêtres de Komis commencent à se déplacer vers le nord au VIIe siècle à l'arrivée des Bolgares vers la Volga. Les Bolgares fondent le khanat bulgare de la Volga qui assujettira les Ourdmourtes.

### La domination mongole
Au XIIIe siècle, les Mongols et les Tatars conquièrent la région d'Oudmourtie qui est rattachée au royaume de la Horde d'or.
Au cours du XIIIe siècle, des Russes venant de Novgorod commencent à s’installer au nord-ouest des zones Oudmourtes où se trouve l'actuel oblast de Kirov.
Ils y fondent la république votiaque.
La Viatka passe sous la domination de la grande-principauté de Moscou en 1449[réf. nécessaire] le reste du territoire restant dépendant du khanat de Kazan.

### La domination russe
En 1552, la Russie envahi le khanat de Kazan et ainsi les Oudmourtes passent sous domination russe.
En 1553, les Oudmourtes s'allient aux Maris et se révoltent contre la Russie.
En 1557, les Russes répriment violemment la rébellion.
À partir de 1587, l'Oudmourtie passe sous la dépendance directe de Moscou, ce système durera jusqu'au XVIIIe siècle.
En 1636, les Russes fondent l’évêché de Khlynov, mais la conversion des Oudmourtes au christianisme ne débute vraiment que dans les années 1740.
L'évangélisation violente poussera les Oudmourtes à déplacer leur zone d'habitation occidendales et méridionales vers le nord.

### L'époque soviétique
Avant le 4 novembre 1920 lorsque l'Oblast autonome de Votsk fut créé, le territoire de l'Oudmourtie actuelle était divisé entre les gouvernements de Kazan et Viatka. Le 1er janvier 1932, l'Oblast autonome de Votsk fut renommé Oblast autonome oudmourte, puis réorganisé en une république socialiste soviétique oudmourte le 28 décembre 1934. La République oudmourte dans sa forme actuelle existe depuis le 20 septembre 1990.

### L'époque de la fédération russe
À l'effondrement de l'URSS en 1991, l'Oudmourtie affirme sa souveraineté et change son nom en république Ourdmoute, mais elle reste sujet de la fédération de Russie.
Pendant la période soviétique l'Oudmourtie était un complexe militaro-industriel et en conséquence était une zone fermée.
Maintenant, les relations avec les pays étrangers se développent beaucoup.
Les symboles nationaux Oudmourtes sont mis en service dans les années 1990 : le drapeau en 1993, le blason et l'hymne national en 1994.

## Transport

### Routier
Les routes principales sont bitumées, les autres sont souvent des chemins de terre.
La République est traversée par plusieurs routes fédérales : ,  , Р320, Р321 et Р322.

### Aérien
Le seul aéroport de la république est l'aéroport d'Ijevsk (ru).

### Fluvial
La Kama offre une voie navigable de 178 km de long dont les ports les plus importants sont Sarapoul et Kambarka.

### Ferroviaire
Le transport ferroviaire joue un rôle de premier plan dans les relations inter-régionales de la République d'Oudmourtie à la fois pour les transports de voyageurs que pour le fret.
Les principales liaisons ferroviaires sont :
- Kazan – Mojga – Agryz – Sarapoul – Iekaterinbourg,
- Kirov – Glazov – Balezino – Kez – Perm,
- Balezino – Igra – Ijevsk – Alnashi.

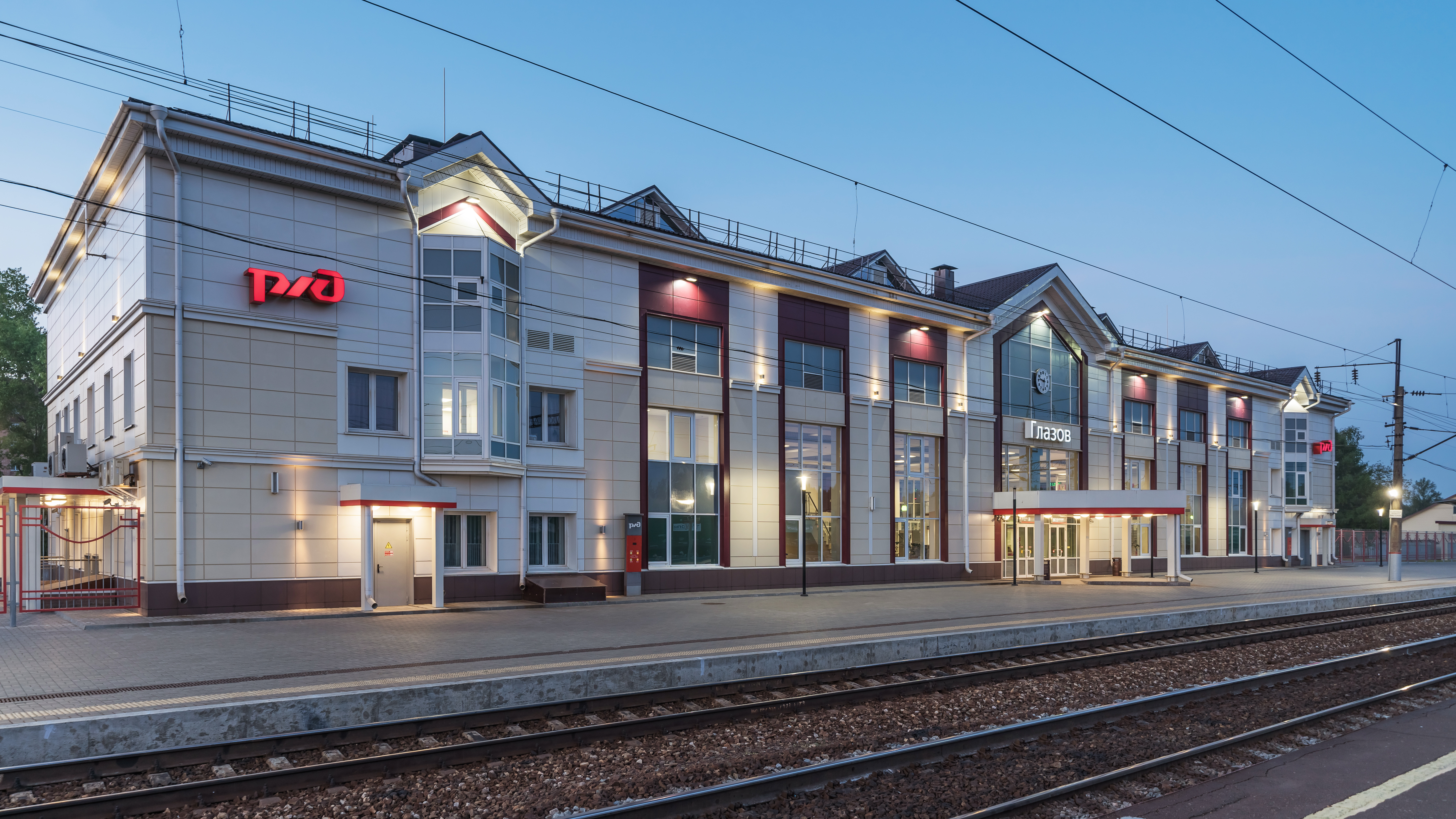
Gare de Glazov.
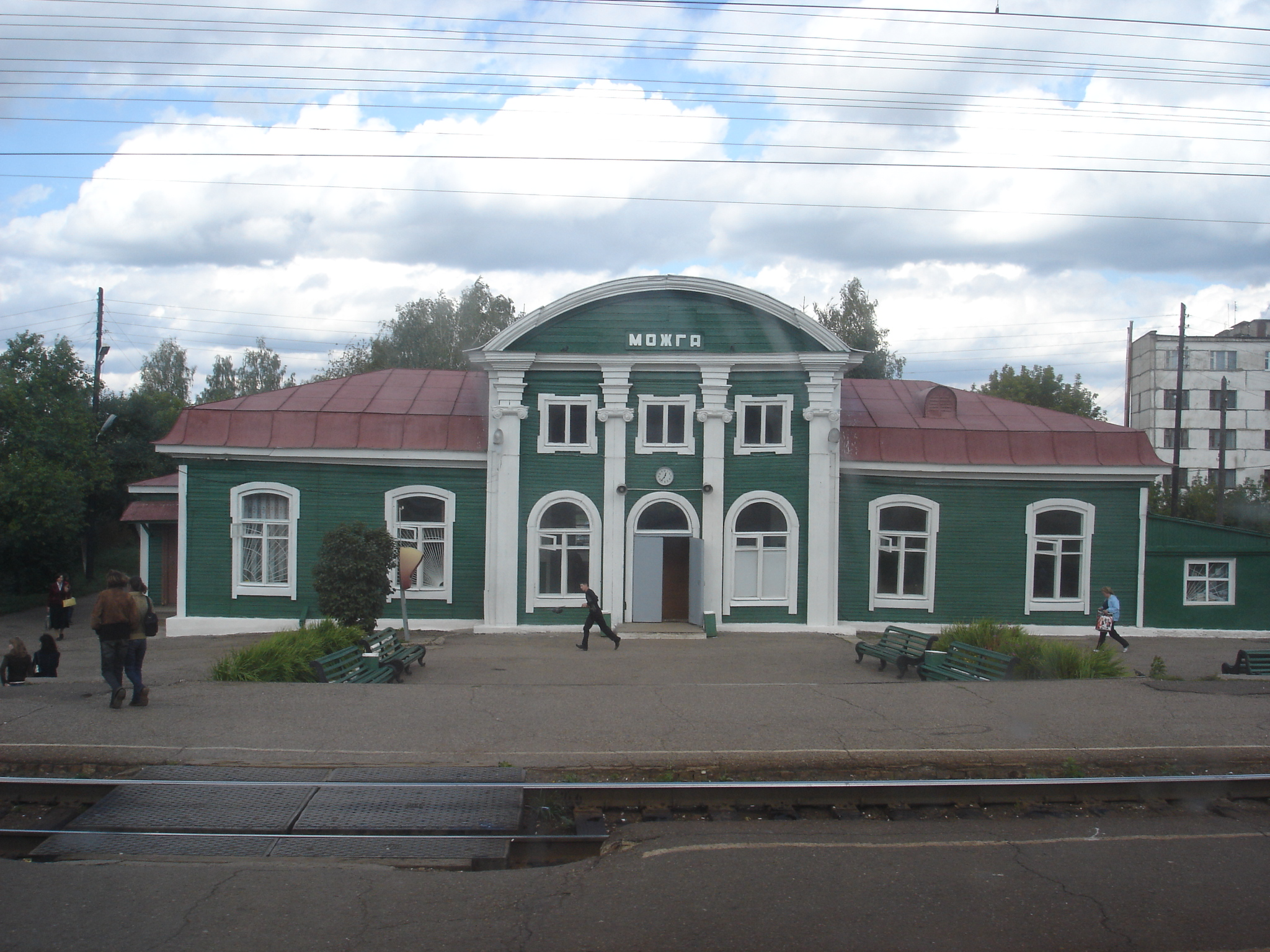
Gare de Mojga.
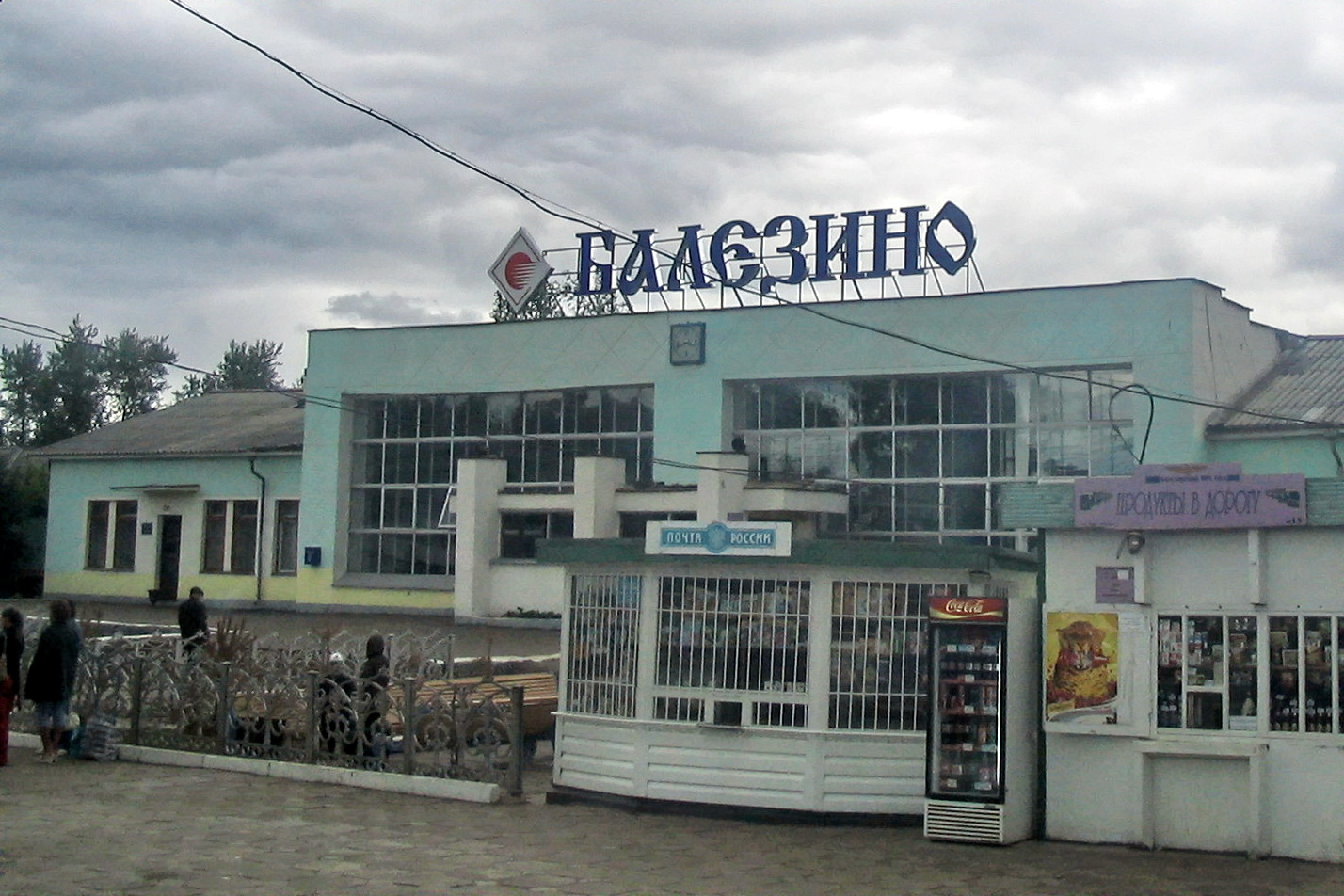
Gare de Balezino.
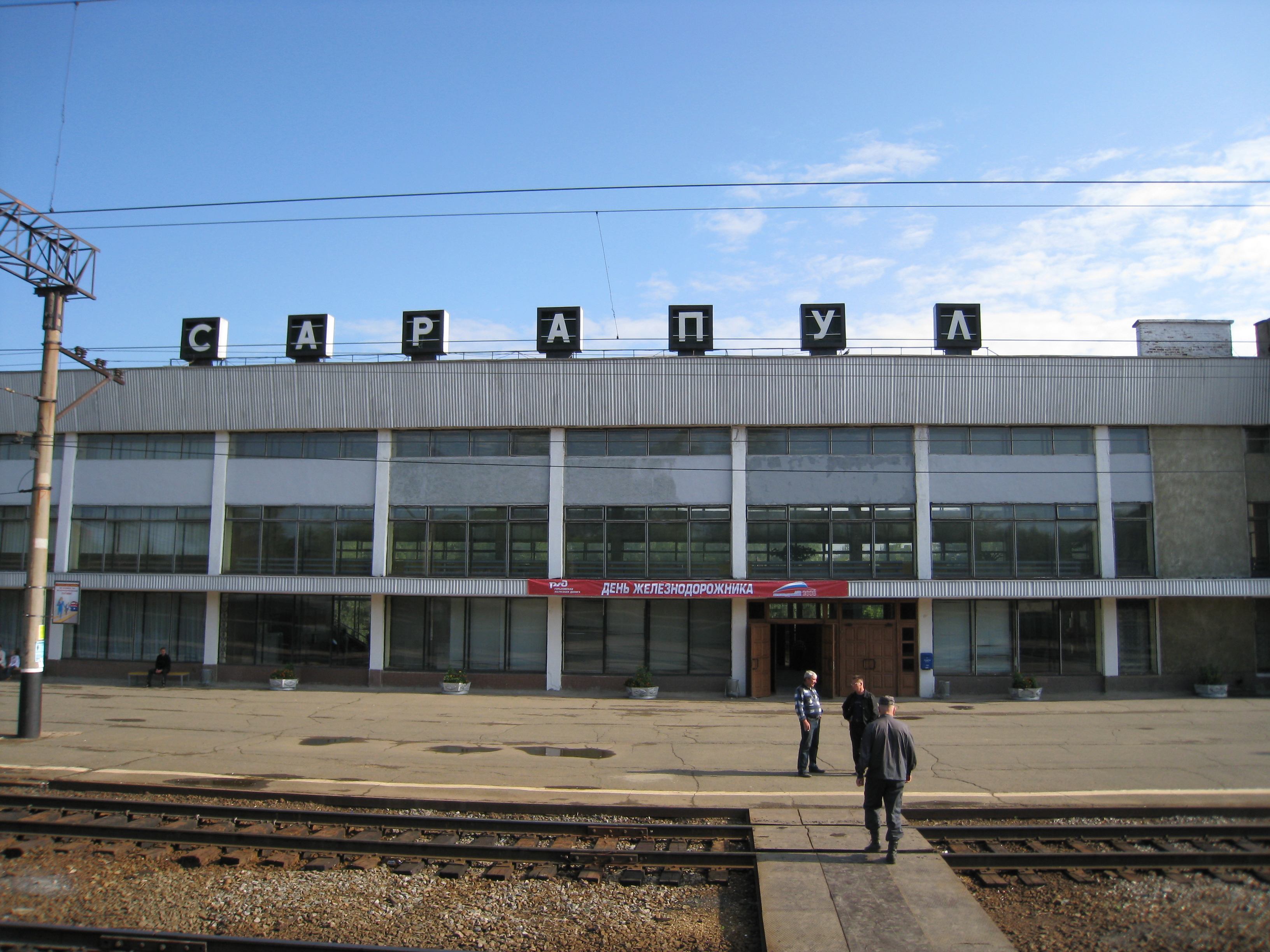
Gare de Sarapoul.

## Population et société

### Démographie
| 2002      | 2010      | 2015      | 2016      | 2022      |
| --------- | --------- | --------- | --------- | --------- |
| 1 570 316 | 1 521 420 | 1 517 472 | 1 517 164 | 1 565 583 |

| Indice de fécondité et taux de natalité |           |                   |                  |
| Année                                   | Fécondité | Fécondité urbaine | Fécondité rurale |
| 1990                                    | 2,04      | 1,81              | 2,80             |
| 1991                                    | 1,90      | 1,65              | 2,73             |
| 1992                                    | 1,73      | 1,50              | 2,48             |
| 1993                                    | 1,48      | 1,30              | 2,04             |
| 1994                                    | 1,45      | 1,27              | 2,01             |
| 1995                                    | 1,32      | 1,16              | 1,81             |
| 1996                                    | 1,26      | 1,11              | 1,71             |
| 1997                                    | 1,30      | 1,16              | 1,73             |
| 1998                                    | 1,36      | 1,20              | 1,84             |
| 1999                                    | 1,32      | 1,16              | 1,80             |
| 2000                                    | 1,36      | 1,20              | 1,82             |
| 2001                                    | 1,38      | 1,24              | 1,82             |
| 2002                                    | 1,46      | 1,32              | 1,90             |
| 2003                                    | 1,47      | 1,33              | 1,91             |
| 2004                                    | 1,47      | 1,33              | 1,94             |
| 2005                                    | 1,38      | 1,25              | 1,80             |
| 2006                                    | 1,40      | 1,24              | 1,88             |
| 2007                                    | 1,57      | 1,35              | 2,24             |
| 2008                                    | 1,65      | 1,40              | 2,37             |
| 2009                                    | 1,71      | 1,47              | 2,42             |
| 2010                                    | 1,78      | 1,51              | 2,57             |
| 2011                                    | 1,83      | 1,54              | 2,73             |
| 2012                                    | 1,98      | 1,70              | 2,86             |
| 2013                                    | 1,92      | 1,58              | 2,92             |
| 2014                                    | 1,96      | 1,58              | 3,13             |
| 2015                                    | 2,01      | 1,72              | 2,88             |
| 2016                                    | 1,96      | 1,66              | 2,85             |
| 2017                                    | 1,72      | 1,47              | 2,48             |

### Composition ethnique
Selon le recensement de 2010 en Russie les Russes forment 62,2 % de la population de la république, et les Oudmourtes comptent pour 28 %.
Les autres groupes ethniques sont les Tatars (6,7 %), les Ukrainiens (0,6 %), les Mari (0,6 %).
| Groupes ethniques | recensement de 1926 | recensement de 1926 | recensement de 1939 | recensement de 1939 | recensement de 1959 | recensement de 1959 | recensement de 1970 | recensement de 1970 | recensement de 1979 | recensement de 1979 | recensement de 1989 | recensement de 1989 | recensement de 2002 | recensement de 2002 | recensement de 20101 | recensement de 20101 | recensement de 2021 | recensement de 2021 |
| Groupes ethniques | Population          | %                   | Population          | %                   | Population          | %                   | Population          | %                   | Population          | %                   | Population          | %                   | Population          | %                   | Population           | %                    | Population          | %                   |
| --- | ------------------- | ------------------- | ------------------- | ------------------- | ------------------- | ------------------- | ------------------- | ------------------- | ------------------- | ------------------- | ------------------- | ------------------- | ------------------- | ------------------- | -------------------- | -------------------- | ------------------- | ------------------- |
| Oudmourtes | 395 607             | 52,3 %              | 480 014             | 39,4 %              | 475 913             | 35,6 %              | 484 168             | 34,2 %              | 479 702             | 32,1 %              | 496 522             | 30,9 %              | 460 584             | 29,3 %              | 410 584              | 28,0 %               | 299 874             | 20,6%               |
| Besermyan | 9 200               | 1,2 %               | 480 014             | 39,4 %              | 475 913             | 35,6 %              | 484 168             | 34,2 %              | 479 702             | 32,1 %              | 496 522             | 30,9 %              | 2 998               | 0,2 %               | 2 111                | 0,1 %                | 1 903               | 0,1%                |
| Russes | 327 493             | 43,3 %              | 679 294             | 55,7 %              | 758 770             | 56,8 %              | 809 563             | 57,1 %              | 870 270             | 58,3 %              | 945 216             | 58,9 %              | 944 108             | 60,1 %              | 912 539              | 62,2 %               | 841 581             | 57,9%               |
| Tatars | 19 248              | 2,5 %               | 40 561              | 3,3 %               | 71 930              | 5,4 %               | 87 150              | 6,1 %               | 99 139              | 6,6 %               | 110 490             | 6,9 %               | 109 218             | 7,0 %               | 98 831               | 6,7 %                | 67 964              | 4,7%                |
| Autres | 4 716               | 0,6 %               | 19 481              | 1,6 %               | 30 314              | 2,3 %               | 36 794              | 2,6 %               | 43 061              | 2,9 %               | 53 435              | 3,3 %               | 53 408              | 3,4 %               | 42 558               | 2,9 %                | 31 540              | 2,2%                |
| 1 54797 personnes sont enregistrés dans les bases de données administratives et n'ont pas pu déclarer leur ethnie. On a supposé que la proportion ethnique est la même que ceux qui se sont déclarés. |                     |                     |                     |                     |                     |                     |                     |                     |                     |                     |                     |                     |                     |                     |                      |                      |                     |                     |

Plus de deux tiers de la population mondiale des Oudmourtes vivent dans la république.

### Villes les plus peuplées
| Ville             | Habitants | Réf.   |
| ----------------- | --------- | ------ |
| 1.Ijevsk          | ↗ 642 024 | .      |
| 2.Sarapoul        | ↘ 99 213  | [ 10 ] |
| 3.Votkinsk        | ↗ 98 222  | [ 10 ] |
| 4.Glazov          | ↘ 94 610  | [ 10 ] |
| 5.Mojga           | ↘ 49 777  | [ 10 ] |
| 6.Igra            | ↘ 20 624  | [ 11 ] |
| 7.Ouva            | ↘ 19 934  | [ 11 ] |
| 8.Balezino        | ↘ 15 183  | [ 12 ] |
| 9.Kez             | ↘ 10 911  | [ 13 ] |
| 10.Kambarka       | ↗ 10 670  | [ 10 ] |
| 11.Kizner         | ↗ 9805    | [ 10 ] |
| 12.Zavyalovo      | ↗ 9243    | [ 13 ] |
| 13.Malaya Purga   | ↗ 7768    | [ 13 ] |
| 14.Yakchour-Bodya | ↘ 7211    | [ 13 ] |
| 15.Charkan        | ↘ 6523    | [ 13 ] |

| Ville              | Habitants | Réf.   |
| ------------------ | --------- | ------ |
| 16. Yar            | ↘5511     | [ 14 ] |
| 17. Alnachi        | ↗6837     | [ 14 ] |
| 18. Noyy           | ↗5980     | [ 14 ] |
| 19. Debyosy        | ↘5663     | [ 14 ] |
| 20. Vavoj          | ↘5542     | [ 14 ] |
| 21. Sigayevo       | ↘5153     | [ 14 ] |
| 22. Selty          | ↗5230     | [ 14 ] |
| 23. Syumsi         | ↘4766     | [ 14 ] |
| 24. Khokhryaki     | ↗6283     | [ 14 ] |
| 25. Karakulino     | ↘4380     | [ 14 ] |
| 26. Krasnogorskoye | ↘3855     | [ 14 ] |
| 27. Yukamenskoye   | ↘3495     | [ 14 ] |
| 28. Oktiabrski     | ↗7021     | [ 14 ] |
| 29. Kiyasovo       | ↘3187     | [ 14 ] |
| 30. Grakhovo       | ↗3458     | [ 14 ] |

### Religion
Religion en Oudmourtie (2012),
- Russe orthodoxe (33,1 %)
- Christianisme non affilié (5 %)
- Islam (4 %)
- Néopayens et Rodnovérie (2 %)
- autres Orthodoxes (2 %)
- Protestants (1 %)
- Vieux-croyants (1 %)
- Athéisme (19 %)
- autres et non déclarés (3,9 %)
- Spirituels non religieux (29 %)

Selon une enquête officielle réalisée en 2012 33,1 % de la population d'Oudmourtie est russe orthodoxe, 5 % sont des chrétiens non affiliés, 2 % adhèrent à d'autres groupes orthodoxes, 4 % sont musulmans, 2 % de la population pratiquent le néopaganisme slave ou l'Oudmourte Vos, 1 % sont protestants, 1 % sont orthodoxes vieux-croyants.
De plus, 29 % de la population se déclare « spirituelle mais pas religieuse », 19 % est athée et 3,9 % adhère à d'autres religions ou n'a pas répondu à la question.

#### Orthodoxie
L'Église orthodoxe russe locale est la métropole d'Oudmourtie, comprenant l'éparchie d'Ijevsk (fondée en 1927) sous l'évêque et métropolite Viktorin (Kostenkov) (2015), l'éparchie de Glazov (fondée en 1889) sous l'évêque Viktor (Sergueïev) et l'éparchie de Sarapoul (fondée en 1868) sous l'évêque Antony (Prostikhine) (2015).

#### Judaïsme
Les juifs oudmourtes sont un groupe territorial spécial des juifs ashkénazes, qui a commencé à se former dans les zones résidentielles mixtes turcophones (Tatars, Kryashens, Bachkirs, Tchouvaches), finno-ougriens (Oudmourtes, Maris) et slaves. population de langue russe (russophone). 
Les Juifs ashkénazes sur le territoire de la République d'Oudmourtie sont apparus pour la première fois dans les années 1830,,,.
La communauté juive oudmourte avait formé la variante locale sur la base du yiddish d'Oudmourtie jusqu'aux années 1930 et les caractéristiques du yiddish des migrants "s'y sont "intégrées" (dans les années 1930 et 1940).
En conséquence jusqu'aux années 1970 et 1980 la variété oudmourte du yiddish était divisée en deux sous-groupes linguistiques : le sous-groupe central (avec les centres Ijevsk, Sarapoul et Votkinsk) et le sous-groupe sud (avec les centres Kambarka, Alnachi, Agryz et Naberejnye Tchelny). 
L'un des traits caractéristiques de l'oudmourte est un nombre notable de mots d'emprunt oudmourtes et tatars.

## Économie

### Emploi
La population active compte 43% de la population totale. Le secteur primaire compte 12 % des emplois, le secteur secondaire 35 %, le secteur tertiaire 47 % des emplois. Le taux de chômage s'élève à 13,1 %.

### Énergie
Début 2020, 7 centrales thermiques d'une capacité totale de 719 276 MW étaient exploitées sur le territoire de la république d'Oudmourtie. 
En 2019, elles ont produit 3 728 millions kWh d' électricité.
Le système de production électrique de l'Oudmourtie ne génère qu'un tiers de l'électricité consommée par l'Oudmourtie, qui est actuellement d'environ 560 MW. 
L'électricité dans la république est produite principalement dans les centrales thermiques d'Ijevsk, Sarapoul, Votkinsk et Glazov, dont la plus grande est Ijevsk CHPP-2.

### Industrie
Les principales branches d'activité sont la construction mécanique , la métallurgie , la métallurgie des métaux ferreux et l'industrie du bois. 
La production métallurgique est concentrée à Ijevsk, la fonderie à Ijevsk et Votkinsk.
La production de voitures et de camionnettes, de machines à papier, de motos, d'équipements pour champs pétrolifères, de fusils de chasse et de sport et d'équipements chimiques est prédominante. 
La république se distingue par son industrie manufacturière  de précision, ainsi que par de nombreuses entreprises du complexe militaro-industriel. Qu'il suffise de dire que le célèbre concepteur d'armes Mikhail Kalachnikov a développé un fusil d'assaut portant son propre nom à Ijevsk. À bien des égards, le choix de l'Oudmourtie comme sujet doté d'un puissant complexe militaro-industriel était dû au fait que l'Oudmourtie est située loin des frontières occidentales et possède un puissant potentiel naturel et humain (proximité des régions de l'Oural développées industriellement).

### Sylviculture
L'exploitation forestière est pratiquée dans les régions du nord et de l'ouest de la république, le bois est produit sous forme de bois scié, des meubles et des structures de construction de maisons sont produits. Un nombre important d'entreprises de la république sont associées au complexe militaro-industriel de la Russie.

### Agriculture, élevage
Au 1er janvier 2021, la population rurale était de 504 754 personnes, soit 34 % de la population totale de la République d'Oudmourtie.
En 2020, le volume de la production agricole est de 71,7 milliards de roubles, dont la production animale est de 48,4 milliards de roubles, la production végétale est de 23,3 milliards de roubles. 
L'indice de production était de 104,3 % .
Les terres agricoles occupent jusqu'à 50% du territoire de la république. 
L'élevage est dominé par les bovins et les porcs suivis par les moutons et la volaille. 
Lagriculture produit majoritairement seigle, blé, sarrasin, orge, avoine, millet, pois, maïs, tournesol, lin, colza, pommes de terre, légumes et fourrages.

### Secteur tertiaire
Les activités sont l'éducation et la formation, l'enseignement supérieur (recherche et développement).

### Commerce international
L'oudmourtie cherche à développer ses exportations agricoles.

## Culture

### Musées et théâtres
L'Oudmourtie compte huit théâtres professionnels et une société philharmonique. On y trouve aussi dix musées d'État et de nombreux musées publics présentant l'histoire et la culture de l'Oumourtie et de son peuple, comme le Musée historique et culturel de Sarapoul, ou le Musée Tchaïkovski à Votkinsk la ville natale de Tchaïkovski.
Le musée Mikhaïl Kalachnikov, l'un des plus anciens musées d'armes est situé à Ijevsk. 
Le premier opéra en langue locale, langue finno-ougrienne, serait вадьба (Le Mariage) (1946), comédie musicale de Nikolaj Grekhovodov, créé dans la capitale, Ijevsk, appelée Oulianov à l'époque soviétique.

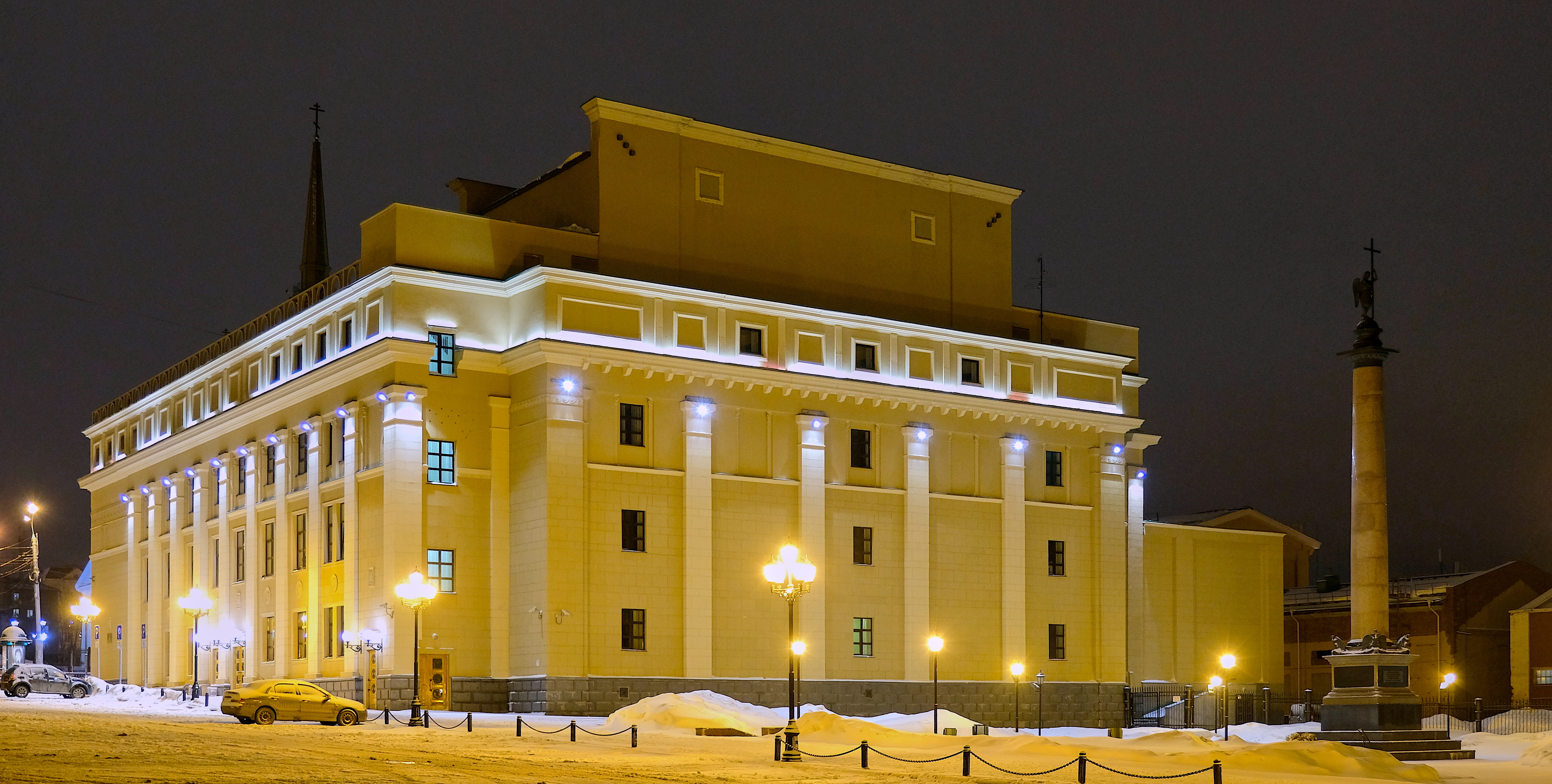
Théâtre dramatique.
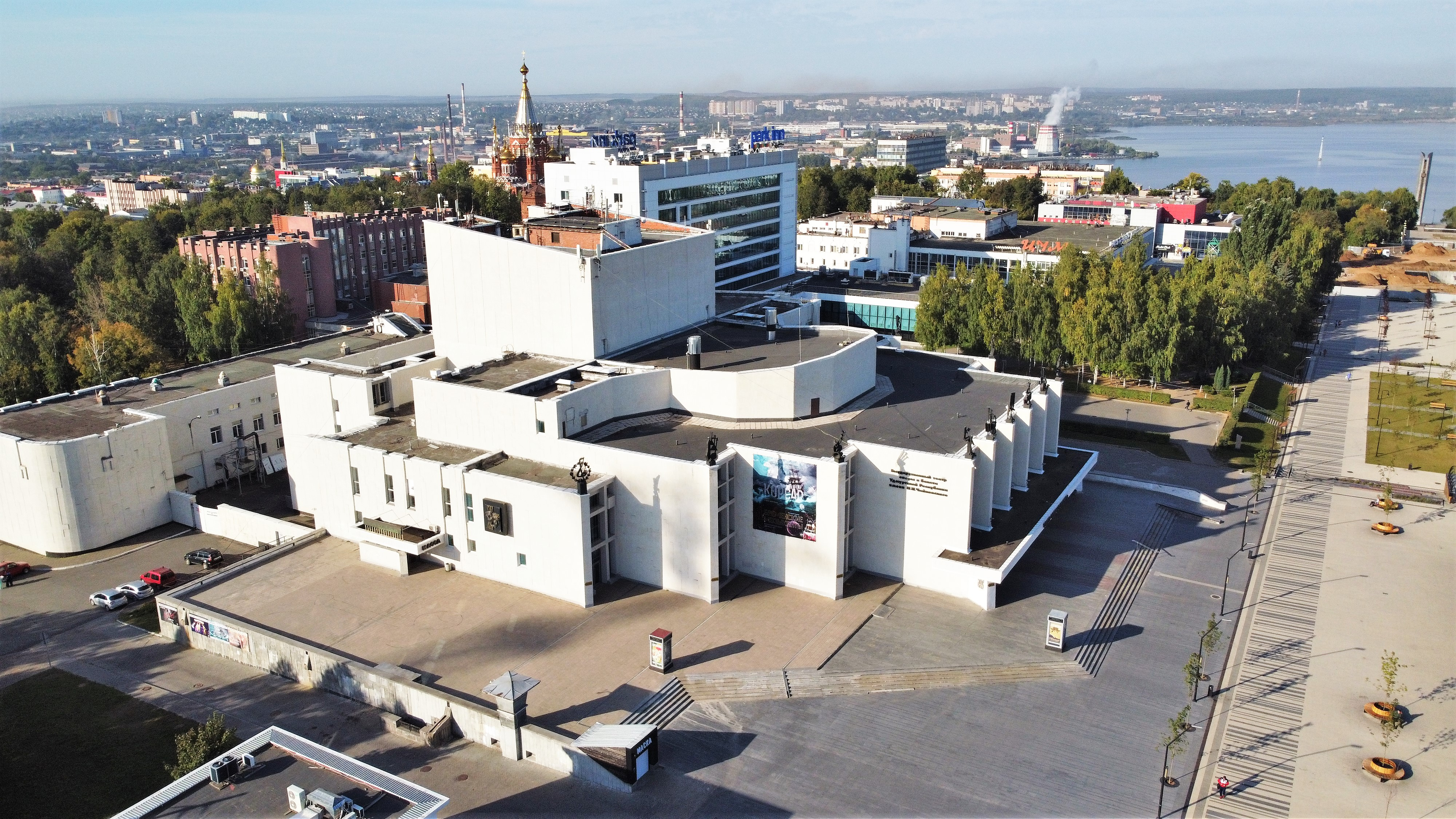
Théâtre d'opera et de ballet.
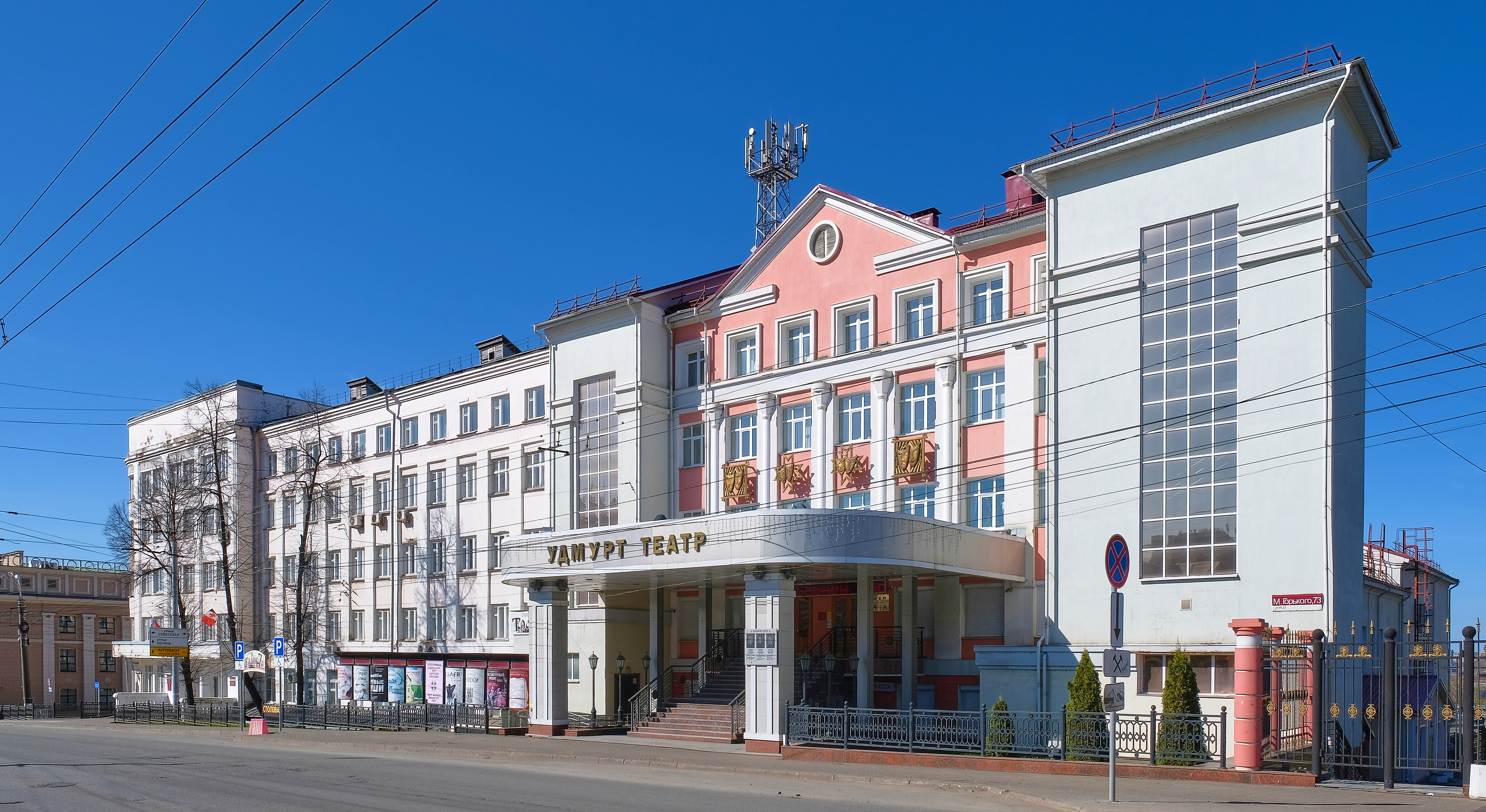
Théâtre national oudmourte.

## Musique
Le groupe de Bouranovskie Babouchki a remporté le Concours Eurovision de la chanson russe et a terminé deuxième du Concours Eurovision de la chanson 2012,.

### Universités
Parmi les universités de la république, citons l'université nationale d'Oudmourtie (en), l'université nationale technique d'Ijevsk (en), l'Institut national pédagogique de Glazov (en), l'Académie nationale agricole d'Ijevsk (en), et l'Académie nationale médicale d'Ijevsk (en).

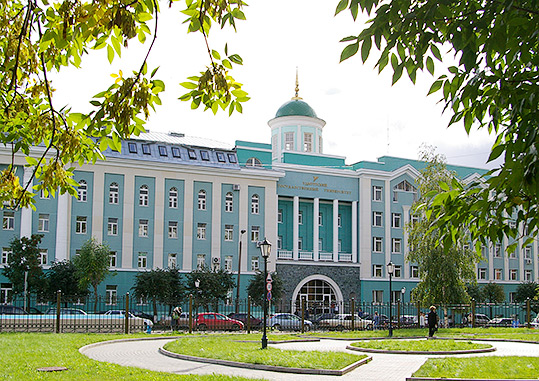
Université nationale d'Oudmourtie.
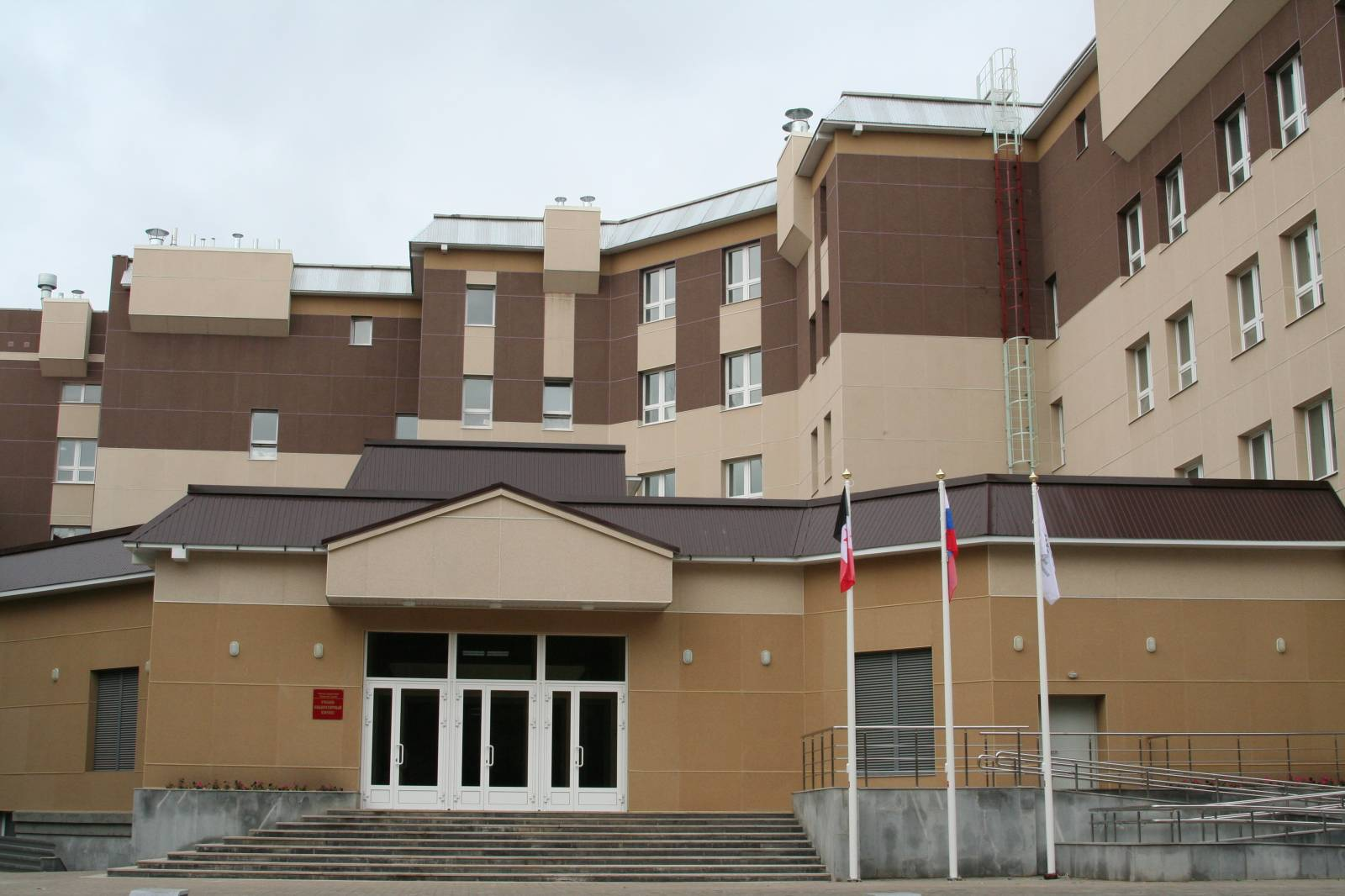
Académie nationale médicale d'Ijevsk.
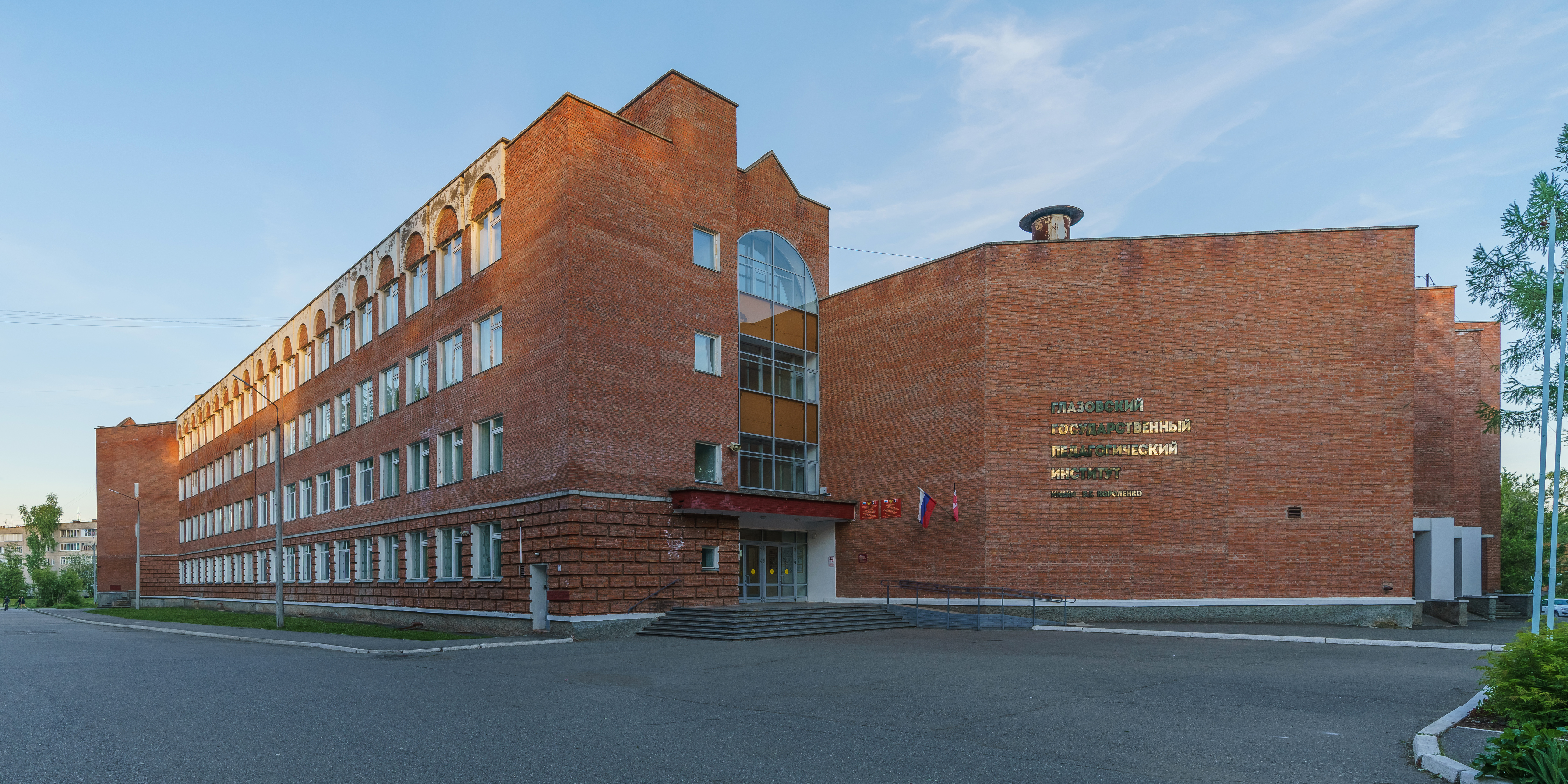
Institut national pédagogique de Glazov

## Galerie

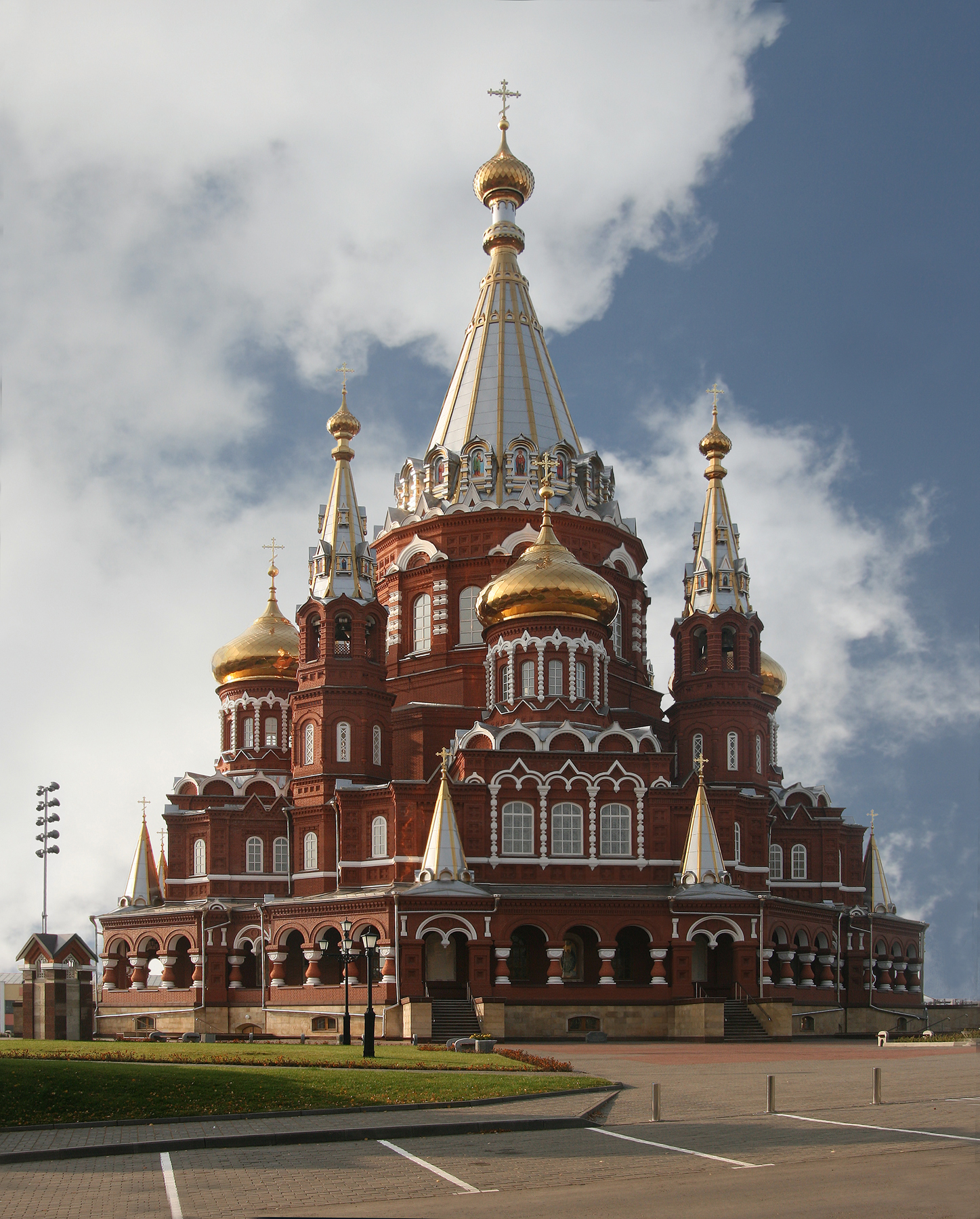
L'église Saint-Michel d'Ijevsk.
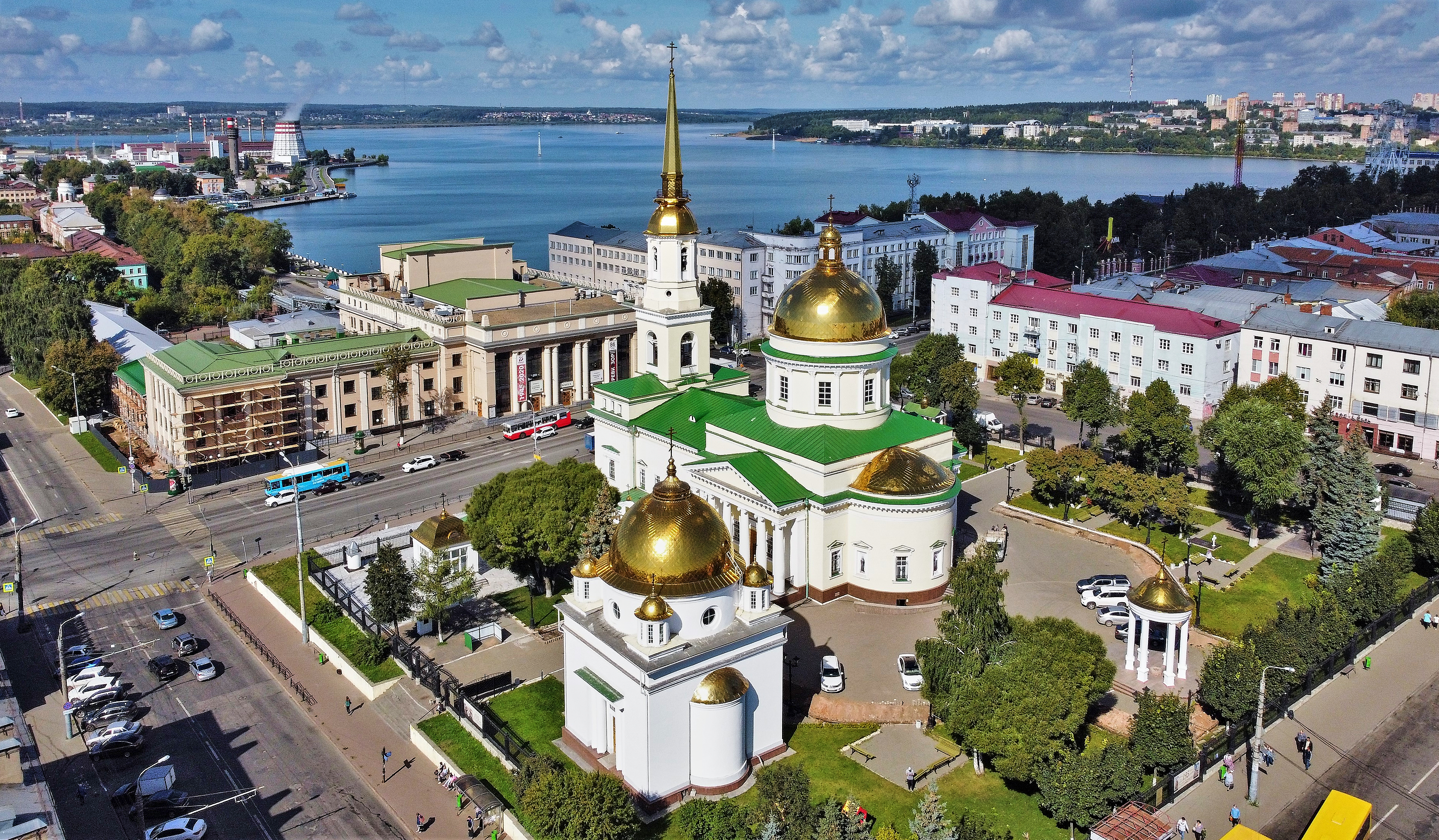
La cathédrale Saint-Alexandre-Nevski d'Ijevsk
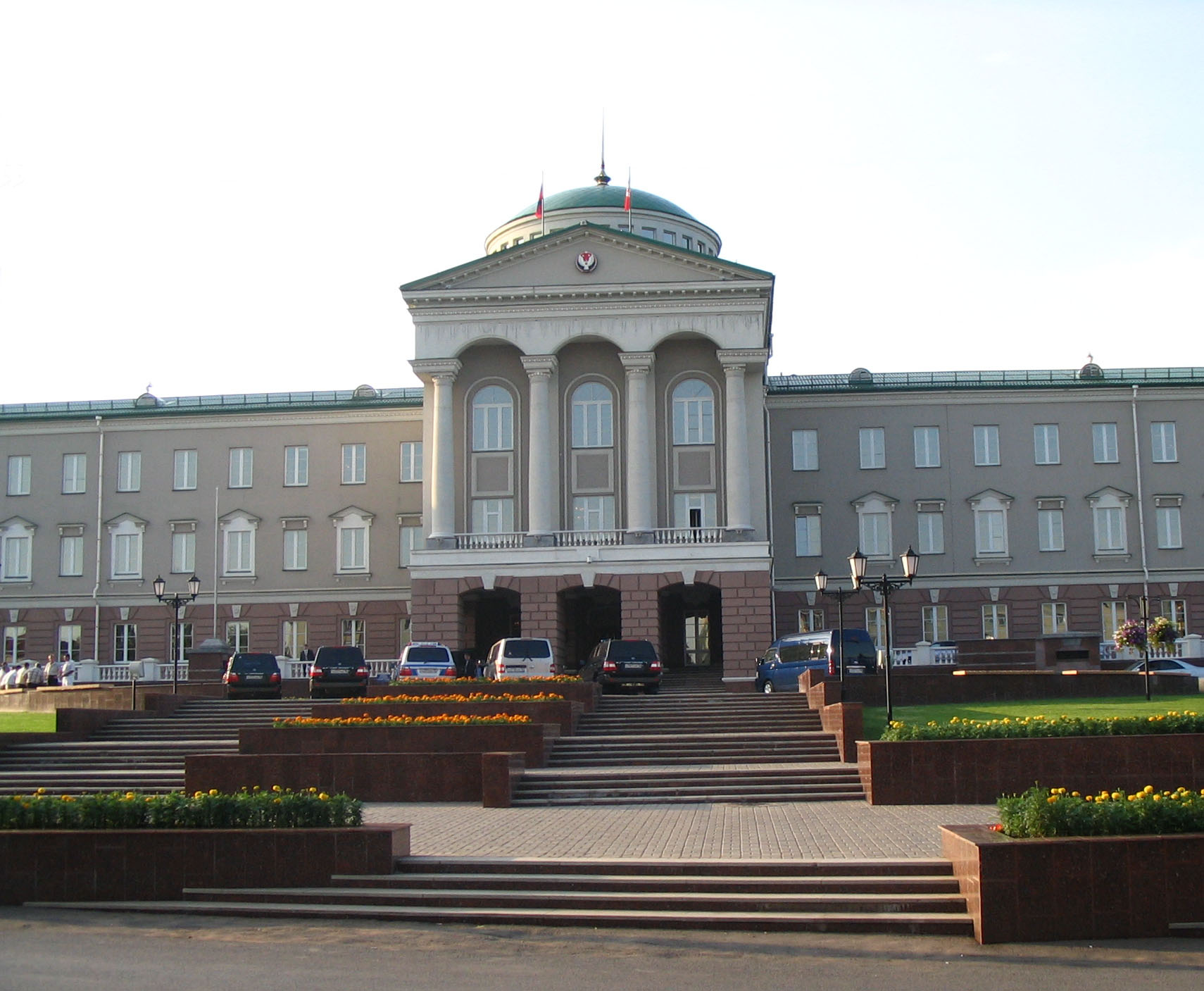
Le palais présidentiel à Ijevsk.
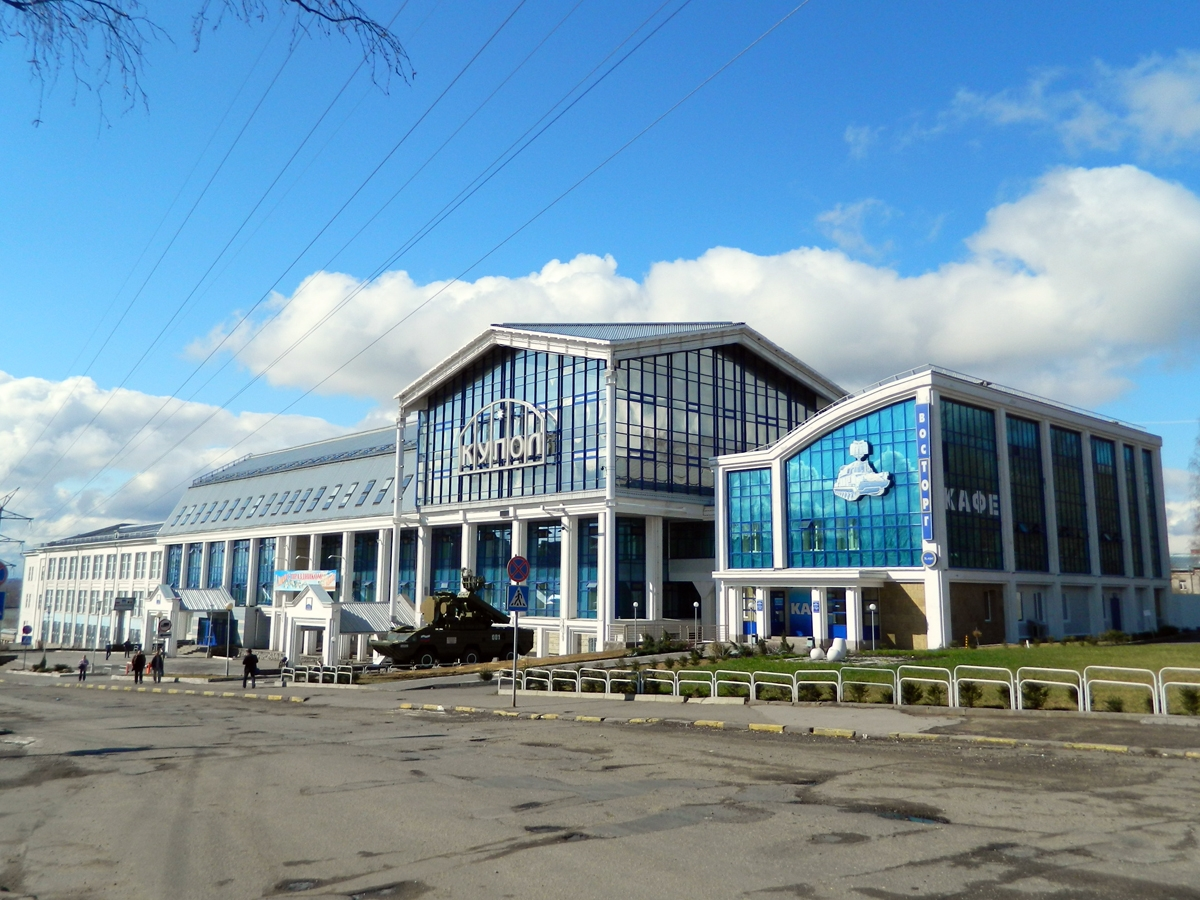
Usine électromécanique.
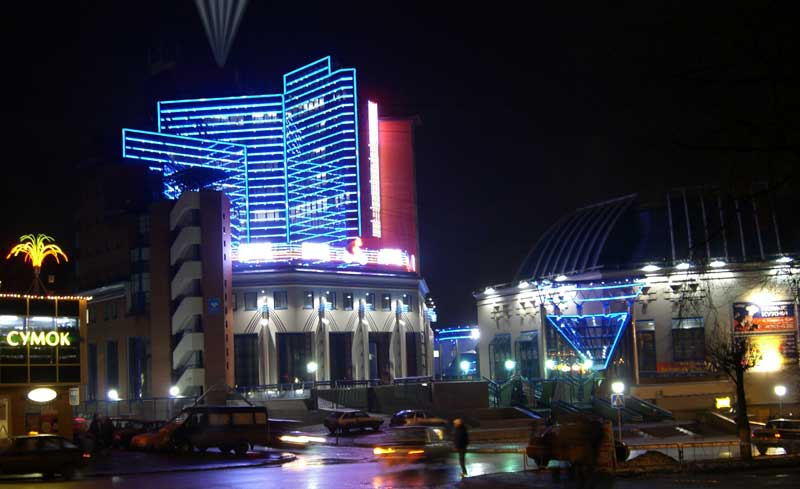
Cirque national d'Ijevsk.